# Luigi Cherubini
Maria Luigi Carlo Zanobio Salvatore Cherubini (Florence, 14 september 1760 — Parijs, 15 maart 1842) was een Italiaans componist en muziekpedagoog.

## Levensloop
Als zoon van een theatermusicus — zijn vader bespeelde het klavecimbel in het Teatro della Pergola in Florence — kreeg hij zijn eerste muzieklessen van zijn vader.
De talentvolle Cherubini kreeg zijn verdere opleiding bij Bartelomeo Felici, die ook zijn allereerste belangrijke werk, een mis, regisseerde en dirigeerde.
De groothertog van Florence, de latere keizer Leopold II, stimuleerde het jonge talent, dat zijn werkterrein in die periode in hoofdzaak beperkte tot religieuze werken.
Later kreeg hij les van Giuseppe Sarti in Venetië, die hem bekend maakte met de polyfonie.
Vanaf 1778 legde hij zich meer toe op de opera, zijn eerste werk Il Quinto Fabio (1780), werd de basis voor zijn succesvolle carrière als operacomponist.
In 1784 ging Cherubini naar Londen, waar hij voor twee jaar aangesteld werd als koninklijk hofcomponist.
Daarna besloot hij zijn geluk in Parijs te beproeven en werd in 1786 dirigent aan het kleine theater van koningin Marie Antoinette en was getuige van grote politieke en maatschappelijke veranderingen, de Franse Revolutie.
Dit drukte een stempel op zijn levensgevoel, alsmede op zijn muziek, en op de thema's en de vormgeving van zijn opera's.
Door de Franse Revolutie was de traditie met de Italiaanse opera verbroken, waardoor de Franse opera zich, mede door Cherubini, zelfstandig verder ontwikkelde.
Hij genoot van het succes dat zijn opera's Médée (1797) en Les Deux Journées (1800) hadden en was tezamen met Gaspare Spontini het gezicht van de Franse theaterwereld.
Ludwig van Beethoven was een groot bewonderaar van zijn composities, die zich onderscheidden door buitengewone orkestratie en verfijnde detaillering.
Franz Schubert verklaarde Médée tot zijn favoriete opera en Johannes Brahms verklaarde zijn werk tot het absolute hoogtepunt van de klassieke muziek.
In 1795 nam hij het initiatief voor de oprichting van het Parijse conservatorium.
Opdrachten van Europese operahuizen leidden hem weer naar het buitenland, totdat hij in 1816 een professoraat voor compositie aan het Parijse conservatorium kreeg en daar tevens van 1821-1842 de directie voerde.
In de nadagen van zijn carrière richtte Cherubini zich vooral op de religieuze muziek en componeerde missen, motetten, beurtzangen etc.
Cherubini liet zich in 1842 door de Franse schilder Ingres portretteren. Het doek bevindt zich in de collectie van het Louvre in Parijs.

## Composities

### Werken voor harmonieorkest (en koor)
- 1794 Hymne a la Fraternité, voor gemengd koor en harmonieorkest - tekst: Théodore Désorgues
- 1794 L'Hymne du Panthéon, voor driestemmig mannenkoor en harmonieorkest - tekst: Marie-Joseph Chénier
- 1796 Hymne à la victoire, voor solist, gemengd koor en harmonieorkest - tekst: Claude-Marie-Louis-Emmanuel Carbon de Flins Des Oliviers
- 1796 Hymne pour la Fête de la Reconnaissance, 10 prairial, voor zang en harmonieorkest - tekst: Jean-François-René Mahérault
- 1796 Ode sur le dix-huit fructidor (4 Septembre), voor driestemmig mannenkoor en harmonieorkest - tekst: Andrieux
- 1798 Hymne pour la fête de la Jeunesse, voor zang en harmonieorkest - tekst: Parny
- 1805 Marche militaire en Fa, voor harmonieorkest
- 1808 Marche, voor harmonieorkest
- 1809 Marche, voor harmonieorkest
- 1810 Marche, voor harmonieorkest
- 1814 Deux marches pour la Musique de la Garde Nationale, voor harmonieorkest
- 1814-1815 Six pas-redoublés pour la regiment Prussien de la colonel von Witzleben
- 1814-1815 Deux marches pour la regiment Prussien de la colonel von Witzleben
- 1825 Marche religieuse, voor harmonieorkest
- Chant Republicain pour la Fête du dix aôut, voor gemengd koor en harmonieorkest - tekst: Charles Le Brun
- Hymne Funèbre sur la mort du Général Hoche, voor gemengd vocaal kwartet, driestemmig mannenkoor en harmonieorkest - tekst: Marie-Joseph Chénier
- Le Salpètre républicain, voor zang en harmonieorkest
- Mars uit de opera "Les Deux Journées, ou Le Porteur d'eau (Der Wasserträger)" AM II, 17

### Missen en gewijde muziek
- 1816 Requiem nr. 1 in c-klein
- 1834-36 Requiem nr. 2 in d-klein
- 26 missen
  - Messe à trois voix et choeurs avec accompagnemens

### Muziektheater

#### Opera's
| Voltooid in | titel                                                 | aktes       | première | libretto |
| ----------- | ----------------------------------------------------- | ----------- | --- | --- |
| 1773        | Amore artigiano                                       |             | 22 oktober 1773, Fiesole, S. Domenico                                                                               | niet bekend |
| 1775        | Il Giuocatore (Giocatore)                             |             | De partituur geldt als verloren                                                                                     | |
| 1777-1778   | Intermezzo                                            |             | 16 februari 1778, Florence, Serviti                                                                                 | |
| 1780        | Il Quinto Fabio                                       | 3 aktes     | Herfst 1780, Alessandria                                                                                            | Apostolo Zeno |
| 1782        | Armida abbandonate                                    | 3 aktes     | 25 januari 1782, Florence, Teatro della Pergola                                                                     | Jacopo Duranti (soms ook: Durandi) |
| 1782        | Adriano in Siria                                      | 3 aktes     | 16 april 1782, Livorno, Armeni                                                                                      | Pietro Metastasio |
| 1782        | Mesenzio (ook: Messenzio), Re d'Etruria               | 3 aktes     | 8 september 1782, Florence, Teatro della Pergola                                                                    | Ferdinando Casor(r)i |
| 1782-1783   | Il quinto Fabio, 2e versie                            | 3 aktes     | januari 1783, Rome, Torre Argentina                                                                                 | Apostolo Zeno |
| 1783        | Lo Sposo di tre e marito di nessuno                   | 2 aktes     | november 1783, Venetië, Teatro San Samuele                                                                          | Filippo Livigni |
| 1784        | L'Allessandro nelle Indie                             | 2 aktes     | Lente 1784, Mantua, Nuovo Regio Ducale                                                                              | Pietro Metastasio |
| 1784        | L'Idalide                                             | 2 aktes     | 26 december 1784, Florence, Teatro della Pergola                                                                    | Ferdinando Moretti |
| 1785        | La Finta principessa                                  | 2 aktes     | 2 april 1785, Londen, King's Theatre                                                                                | Filippo Livigni |
| 1786        | Giulio Sabino                                         | 2 aktes     | 30 maart 1786, Londen, King's Theatre                                                                               | Pietro Metastasio |
| 1787-1788   | Ifigenia in Aulide                                    | 3 aktes     | 12 januari 1788, Turijn, Teatro Regio                                                                               | Ferdinando Moretti |
| 1788        | Démophon                                              | 3 aktes     | 5 december 1788, Parijs, Salle de la Porte-Saint-Martin                                                             | Jean-François Marmontel, naar Pietro Metastasio                                                                                               |
| 1791        | Lodoïska                                              | 3 aktes     | 18 juli 1791, Parijs, Théâtre Feydeau                                                                               | Claude-François Fillette, (genoemd: Loraux), naar Jean-Baptiste Louvet de Couvrais «Les Amours du Chevalier Faublas»                          |
| 1794        | Elisa ou le voyage aux glaciers du Mont Saint Bernard | 2 aktes     | 13 december 1794, Parijs, Théâtre Feydeau                                                                           | Jacques-Antoine Révérony de Saint-Cyr |
| 1797        | Médée                                                 | 3 aktes     | 1e versie: 13 maart 1797, Parijs, Théâtre Feydeau; 2e versie: als Medea, in Italiaanse taal: 6 november 1802, Wenen | François-Benoît Hoffmann en Nicolas Étienne Framéry, naar Euripides en Pierre Corneille                                                       |
| 1798        | L'Hôtellerie portugaise (Het Portugees Restaurant)    | 1 akte      | 25 juli 1798, Parijs, Théâtre Feydeau                                                                               | Etienne Saint-Aignan |
| 1799        | La punition                                           | 1 akte      | 23 februari 1799, Parijs, Théâtre Feydeau                                                                           | J.-L. B. Desfaucheres |
| 1800        | Les Deux Journées, ou Le Porteur d'eau                | 3 aktes     | 16 januari 1800, Parijs, Théâtre Feydeau                                                                            | Jean Nicolas Bouilly |
| 1803        | Anacréon ou l'amour fugitif                           | 2 aktes     | 4 oktober 1803, Parijs, Théâtre National                                                                            | C. R. Mendouze |
| 1806        | Faniska                                               | 3 aktes     | 25 februari 1806, Wenen, Theater am Kärntnertor                                                                     | Joseph von Sonnleitner |
| 1809        | Pimmalione (Pygmalion)                                | 1 akte      | 30 november 1809, Parijs, Tuileries                                                                                 | Stefano Vestris, naar Antonio Simone Sografi Italiaanse versie van «Pymalion» van Jean-Jacques Rousseau                                       |
| 1810        | Le Crescendo                                          | 1 akte      | 1 september 1810, Parijs, Opéra Comique                                                                             | Charles-Augustine de Bassompierre de Sewrin                                                                                                   |
| 1813        | Les Abencérages ou L'étendard de Grenade              | 3 aktes     | 6 april 1813, Parijs, Théâtre National, de Franse keizer Napoleon Bonaparte was persoonlijk aanwezig                | Victor-Joseph Étienne de Jouy, naar François René Vicomte de Chateaubriand, gebaseerd op J.-P. Claris de Florians novel «Gonsalve de Cordoue» |
| 1833        | Ali Baba ou Les quarante voleurs                      | 4 bedrijven | 22 juli 1833, Parijs, Opéra Le Peletier                                                                             | Augustin Eugène Scribe en Anne-Honoré-Joseph Duveyrier genoemd: Mélesville                                                                    |

### Overige werken
- Motetten
- Beurtzangen
- Cantates
- Strijkkwartetten
- Sololiederen
- Pianosonates en
- Symfonieën

## Publicaties
- Luigi Cherubini: Cours de contrepoint et de fugue (Theorie van de contrapunt en de fuga), 1835.